# Rudolf Lippert
Rudolf Lippert (Leipzig, 29 oktober 1900 -Bielefeld 1 april 1945) was een Duits ruiter, die gespecialiseerd is in eventing. Lippert nam deel aan de Olympische Zomerspelen 1928 en behaalde hier de tiende plaats individueel. Acht jaar later behaalde Lippert de gouden medaille in de landenwedstrijd en de zesde plaats individueel. Lippert kwam tijdens de Tweede Wereldoorlog om het leven bij Bielefeld.

## Resultaten
- Olympische Zomerspelen 1928 in Amsterdam 10e eventing met Flucht
- Olympische Zomerspelen 1928 in Amsterdam uitgevallen landenwedstrijd eventing met Flucht
- Olympische Zomerspelen 1936 in Berlijn 6e eventing met Flucht
- Olympische Zomerspelen 1936 in Berlijn  landenwedstrijd eventing met Flucht

1912: Nordlander, Adlercreutz, Casparsson,  Horn af Åminne ·
1920: Mörner, Lundström, von Braun,  Dyrsch ·
1924: Van der Voort van Zijp, Pahud de Mortanges, De Kruijff,  Colenbrander ·
1928: Pahud de Mortanges, De Kruijff, Van der Voort van Zijp ·
1932: Thomson, Chamberlin, Argo ·
1936: Stubbendorf, Lippert, von Wangenheim ·
1948: Henry, Anderson, Thomson ·
1952: von Blixen-Finecke, Stahre, Frölén ·
1956: Weldon, Rook, Hill ·
1960: Morgan, Lavis, Roycroft ·
1964: Checcoli, Angioni, Ravano ·
1968: Allhusen, Meade, Jones ·
1972: Meade, Gordon-Watson, Parker, Phillips ·
1976: Coffin, Plumb, Davidson, Tauskey ·
1980: Blinov, Salnikov, Volkov, Rogosjin ·
1984: Plumb, Stives, Fleischmann, Davidson ·
1988: Erhorn, Baumann, Kaspareit, Ehrenbrink ·
1992: Green, Rolton, Hoy, Ryan ·
1996: Schaeffer, Rolton, Hoy, Dutton ·
2000: Dutton, Hoy, Tinney, Ryan ·
2004: Boiteau, Lyard, Courrèges, Teulère, Touzaint ·
2008: Thomsen, Ostholt, Dibowski, Klimke, Romeike ·
2012: Auffarth, Jung, Klimke, Schrade, Thomsen ·
2016: Laghouag, Lemoine, Nicolas, Vallette ·
2020: Collett, McEwen, Townend ·
2024: Canter, Collett, McEwen